# Фридрих VII фон Байхлинген
Фридрих VII фон Байхлинген (на немски: Friedrich VII (X) von Beichlingen; * пр. 1301; † сл. 1342/1343) е граф на Байхлинген.

## Произход
Той е най-големият син на граф Хайнрих I (II) фон Байхлинген-Лора „Млади“ († сл. 1335) и съпругата му Ода фон Хонщайн († сл. 1307), дъщеря на граф Хайнрих III фон Хонщайн-Арнсберг-Зондерсхаузен († 1305) и Юта фон Равенсберг († 1305). Внук е на граф Фридрих V фон Байхлинген († 1287) и София фон Глайхен-Глайхенщайн († сл. 1306).
Братята му са Хайнрих III фон Байхлинген-Заксенбург († 6 декември 1338), граф на Байхлинген, господар на Заксенбург, и Гюнцелин II фон Байхлинген-Заксенбург († ок. 1331). Сестра му София фон Байхлинген († сл. 1335) е омъжена 1306 г. за Хайнрих II фон Ройс-Плауен († 1350).

## Фамилия
Фридрих VII фон Байхлинген се жени за София фон Ваймар-Орламюнде († сл. 1320) от род Аскани, дъщеря на граф Херман IV (V) фон Ваймар-Орламюнде († 1319) и Мехтхилда фон Рабенсвалде († сл. 1339). Те имат три деца:
- Хайнрих IV фон Байхлинген „Стари“ († 1386), женен на 21 май 1349 г. за София фон Регенщайн († ок. 1366)
- София фон Байхлинген, омъжена за Конрад „Млади“ фон Танроде († сл. 23 април 1358)
- Херман III фон Байхлинген-Заксенбург († сл. 1377/1378), женен пр. 14 юли 1352 г. за Агнес фон Шлюселберг († 17 август 1354)